# Појана Кракаоани (Њамц)
Појана Кракаоани (рум. Poiana Crăcăoani) насеље је у Румунији у округу Њамц. Oпштина се налази на надморској висини од 516 m.

## Становништво
Према подацима из 2002. године у насељу је живело 93 становника, од којих су сви румунске националности.